# Josef Bělka
Josef Bělka (20 febbraio 1886 – 15 marzo 1944) è stato un calciatore boemo, di ruolo attaccante.

## Carriera

### Club
Durante la sua carriera ha giocato tra Sparta e Slavia Praga, vincendo un titolo nel 1913 con quest'ultimo club. Ha vinto altri tornei cecoslovacchi non riconosciuti dalla federcalcio cecoslovacca con entrambe le società.

### Nazionale
Conta 4 presenze e 4 reti con la Nazionale boema.

## Palmarès
- Campionato cecoslovacco: 1

Slavia Praga: 1913

## Statistiche

### Cronologia presenze e reti in nazionale
| Cronologia completa delle presenze e delle reti in nazionale ― Boemia | Cronologia completa delle presenze e delle reti in nazionale ― Boemia | Cronologia completa delle presenze e delle reti in nazionale ― Boemia | Cronologia completa delle presenze e delle reti in nazionale ― Boemia | Cronologia completa delle presenze e delle reti in nazionale ― Boemia | Cronologia completa delle presenze e delle reti in nazionale ― Boemia | Cronologia completa delle presenze e delle reti in nazionale ― Boemia | Cronologia completa delle presenze e delle reti in nazionale ― Boemia |
| Data                                                                  | Città                                                                 | In casa                                                               | Risultato                                                             | Ospiti                                                                | Competizione                                                          | Reti                                                                  | Note                                                                  |
| --------------------------------------------------------------------- | --------------------------------------------------------------------- | --------------------------------------------------------------------- | --------------------------------------------------------------------- | --------------------------------------------------------------------- | --------------------------------------------------------------------- | --------------------------------------------------------------------- | --------------------------------------------------------------------- |
| 7-4-1907                                                              | Budapest                                                              | Ungheria                                                              | 5 – 2                                                                 | Boemia                                                                | Amichevole                                                            | -                                                                     |                                                                       |
| 6-10-1907                                                             | Praga                                                                 | Boemia                                                                | 5 – 3                                                                 | Ungheria                                                              | Amichevole                                                            | 2                                                                     |                                                                       |
| 5-4-1908                                                              | Budapest                                                              | Ungheria                                                              | 5 – 2                                                                 | Boemia                                                                | Amichevole                                                            | 2                                                                     |                                                                       |
| 13-6-1908                                                             | Praga                                                                 | Boemia                                                                | 0 – 4                                                                 | Inghilterra                                                           | Amichevole                                                            | -                                                                     |                                                                       |
| Totale                                                                |                                                                       | Presenze                                                              | 4                                                                     |                                                                       | Reti                                                                  | 4                                                                     |                                                                       |